# Cock and Ball Torture (gruppo musicale)
I Cock and Ball Torture sono una band Porngrind tedesca formata nel 1997 e sono tra i maggiori esponenti del genere.

## Formazione
- Sascha Pahlke - batteria, voce
- Tobias Augustin - chitarra, voce
- Timo Pahlke - batteria, voce

## Discografia

### Album in studio
- 2000 - Opus(sy) VI (Shredded Records)
- 2002 - Sadochismo (Ablated Records)
- 2004 - Egoleech (Morbid Records)

### EP e split
- 1998 - Cocktales (Shredded Records)
- 1999 - Veni, Vidi, Spunky split with Squash Bowels (Bizarre Leprous Productions)
- 2000 - Zoophilia split with Libido Airbag (Stuhlgang Records)
- 2000 - Anal Cadaver split with Grossmember (Noweakshit Records)
- 2001 - Barefoot and Hungry split with Disgorge (Lofty Storm Records)
- 2001 - Big Tits, Big Dicks split EP with Last Days of Humanity (Unmatched Brutality Records)
- 2001 - Split with Filth, Negligent Collateral Collapse, and Downthroat (Bizarre Leprous Productions)
- 2002 - Where Girls Learn to Piss on Command (Stuhlgang Records)

### Raccolte
- 2006 - A Cacophonous Collection (Obliteration Records)